# محكمة عسكرية
المحاكم العسكرية هي محكمة تتألف من قضاة عسكريين وتحدد العقوبات على الأفراد العسكريين. لا تتطرق المحاكم العسكرية إلى محاكمة المدنيين، وإن خضع المدنيون للقضاء العسكري فيسمى هذا حكم عرفي؛ ولكن يجوز في حالة وجود احتلال عسكري أن تكون المحاكم العسكرية مسؤولة أيضا عن السكان المدنيين في الأراضي المحتلة.

## المحاكم العسكرية ضد المدنيين في إسرائيل
درجت إسرائيل على تقديم المدنيين من الفلسطينيين إلى محاكم عسكرية بناء على قانون الانتداب البريطاني للطوارئ، والذي سن عام 1945، ويقدم الفلسطينيون إلى هذه المحاكم بتهم ارتكاب أعمال عدائية ضد إسرائيل، وترفع النيابة العامة العسكرية القضايا إلى هذه المحاكم. وبناء على القانون المذكور لهذه المحكمة صلاحية الاعتقال والإفراج بكفالة، فرض عقوبات الحبس المؤبد والإعدام. يحق للمتهم أن يوكل محاميا مدنيا أمام هذه المحاكم، وتصدر قرارات المحاكم العسكرية بإجماع قضاة المحكمة.
قانون القضاء العسكري الإسرائيلي يعود لعام 1955، وهناك عدّة أنواع من المحاكم العسكرية الإسرائيلية تعمل بموجب هذا القانون: لوائية، بحرية، خاصة، ميدانية ومحاكم لقوانين السير. وتتركب المحاكم العسكرية من الدرجة الأولى (الابتدائية) من ثلاثة قضاة، أما محاكم الاستئناف فتتكون من خمسة قضاة. وبعكس المحاكم العادية فإن مدة خدمة القضاة العسكريين محددة زمنيا وليست مدى الحياة.

## المحاكم العسكرية ضد المدنيين في مصر
استخدمت المحاكم العسكرية ضد المدنيين في مصر في العصر الحديث أول مرة عام  1954 في قضية إتهم فيها أفراد من تنظيم الإخوان المسلمون بمحاولة اغتيال رئيس الجمهورية في مصر آنذاك جمال عبد الناصر، ومنذ ذلك الحين تعرّض العشرات للمحاكمات العسكرية في فترات متفرقة تحت حكم كل من جمال عبد الناصر، وأنور السادات وحسني مبارك بإستثناء عام 1965 الذي حوكم فيه المئات أمام المحاكم العسكرية، في الشهور السبعة التي تلت ال18 يوم الأولى من ثورة 25 يناير واستلام المجلس الأعلى للقوات المسلحة لإدارة البلاد حوكم 11 ألفا 879 مدني مصري أمام المحاكم العسكرية ،بحسب الجنرال عادل مرسي من المجلس الأعلى للقوات المسلحة. وبحسب هيومن رايتس ووتش، فإن القضاء العسكري لم يبرئ سوى 795 من هؤلاء، وبلغت نسبة الإدانة 93%. وقامت مجموعات مثل لا للمحاكمات العسكرية للمدنيين وقضية محاكمة الناشط السياسي علاء عبد الفتاح وآخرون بإبراز هذه القضية على مستوى شعبي وإعلامي. وكان مرشح الرئاسة عضو جماعة الإخوان المسلمين محمد مرسي قد تحدّث في حملته الانتخابية عن إلغاء المحاكمات العسكرية للمدنيين والإفراج أو إعادة محاكمة المحكومين أمام قاضيهم الطبيعي، ولكن وفي فترة استلام محمد مرسي لرئاسة الجمهورية، تعرّض لإنتقادات بسبب عدم تغيّر السياسات المرتبطة بالمحاكمات العسكرية وتضمّن الدستور الجديد (دستور مصر 2012) مادة لبند 198 الذي أشار منتقدوه أنها جعلت من المحاكمات العسكرية دستورية.